# David Baas
David Alexander Baas, född 3 juni 1980 i Luleå, är en svensk journalist. 
Baas är politices magister i statsvetenskap och historia vid Stockholms universitet och har studerat vid Enheten för journalistik, medier och kommunikation. Han har tidigare arbetat som frilansjournalist men fick sedan anställning på Metro. I februari 2007 gick Baas över till Expressen.
På Metro tilldelades Baas tidskriften Resumés pris Guldkrattan 2006 på 7 500 kronor, bland annat för flera wallraffande reportage.
Baas, som ingår i Expressens grävgrupp, har också vunnit Föreningen Grävande journalisters pris Guldspaden två gånger. Första gången fick han priset 2013 för att ha avslöjat den så kallade järnrörsskandalen, då ledande sverigedemokratiska politiker hade beväpnat sig med järnrör under en utekväll under valåret 2010, och andra gången 2014 för avslöjandet om hur SD-politiker anonymt uttryckte sig rasistiskt och på andra sätt nedsättande på internetsajter. Samma avslöjanden ledde till att Baas nominerades till Stora journalistpriset två år i rad. 2018 tilldelades Baas Stora journalistpriset i kategorin Årets röst.
Baas har skrivit två böcker om Sverigedemokraterna, Bevara Sverige svenskt – ett reportage om Sverigedemokraterna (2014) och Segra eller dö (2022). 
Baas tilldelades Advokatsamfundets journalistpris 2020 för sina avslöjanden om "nazister, rasister och islamister", och 2022 tilldelades han Per Wendel-priset.
David Baas journalistiska bevakning av Sverigedemokraterna och deras företrädare har mötts med både uppmärksamhet och respekt, och kritik från bland andra höga företrädare för partiet. 
Sydsvenska Dagbladets recensent Andreas Ekström skrev till exempel om Baas bok Segra eller dö att David Baas som reporter på Expressen har "gjort en smått otrolig insats genom åren, som mycket kvällstidningsmässig avslöjare av sverigedemokrater som inte klarar av att låta bli att säga vad de egentligen tänker".. 
SD:s partiledare Jimmie Åkesson redogjorde hösten 2024 för sin uppfattning om Baas och hans journalistik. I ett samtal på Youtube med debattören Aron Flam påstod Åkesson att Baas arbetar med en "uppenbar agenda" och har gjort det till "sin livsuppgift att arbeta mot SD och liknande organisationer".
David Baas har även själv kommenterat sitt arbete med att granska SD. Han förklarade år 2018 i en intervju i Dagens Media att det arbetet skiljer sig från motsvarande granskande av andra partier och sa att han upplever en större misstänksamhet och ett större motstånd. "Det är inte så lättjobbat, helt enkelt. Men det här motståndet kan man välja att se antingen som ett problem eller en utmaning. Jag väljer det senare."